# Yevgeniya Timofeeva
Yevgeniya Dmitrievna Timofeeva (em russo:  Евгения Дмитриевна Тимофеева; 23 de dezembro de 1911 – 13 de junho de 1992) foi uma piloto da Força Aérea Soviética e a primeira mulher a voar no Pe-2. Como membro do 587º Regimento de Aviação de Bombardeiros, mais tarde re-designado como 125º Regimento de Aviação de Bombardeiros de Guardas em homenagem a Marina Raskova, ela inicialmente serviu como comandante de esquadrão, mas mais tarde foi promovida a subcomandante do regimento durante a guerra. No final da guerra, ela havia realizado 45 missões no Pe-2. 

## Prémios
- Duas Ordens da Bandeira Vermelha (1943 e 1945)
- Duas Ordens da Guerra Patriótica (1ª classe - 1943; 2ª classe - 1985)
- medalhas de campanha e jubileu